# دل فلانغن
دل فلانغن (بالإنجليزية: Del Flanagan)‏ (6 نوفمبر 1928 - 26 ديسمبر 2003) هو ملاكم أمريكي، صنّف ضمن فئة الوزن المتوسط.

## روابط خارجية
- دل فلانغن على موقع بوكس ريك (الإنجليزية) (registration required)